# REAL (ViViDの曲)
「REAL」（リアル）は、日本のヴィジュアル系ロックバンド・ViViDのメジャー5作目（通算9作目）のシングル。

## 概要
- 前作「message」から約4か月ぶりにして、アルバム『INFINITY』からの先行シングル。
- 表題曲はアニメ『機動戦士ガンダムAGE』のオープニングテーマ及びテレビ東京系列『Vの流儀』のエンディングテーマ、ドワンゴ『dwango.jp』のCMソングに起用された[1]。初のトリプルタイアップで、アニメ主題歌への起用は「BLUE」以来3作ぶり、TBS系列へは初の起用となった。『Vの流儀』とのタイアップは5作連続、『dwango.jp』とのタイアップは2作連続となった。
- 初めてカップリングに表題曲のテレビサイズやインストゥルメンタルが収録された。
- 初回生産限定盤Aと初回生産限定盤B、スペシャルボーナストラック盤の3形態で発売された。初回生産限定盤Aには特典として表題曲のミュージック・ビデオとメイキング映像、アルバム『INFINITY』のヒットを祈願したシーサー作りの模様を収録したDVDが、初回生産限定盤Bには特典として表題曲のミュージック・ビデオと「ViViDの休日～沖縄編～」と題された沖縄で撮影されたメンバーのプライベート模様を収録したDVDが同梱された。
- オリコンチャート初登場6位を獲得。5作連続でトップ10入りを果たした。

## 収録曲
| 全編曲: ViViD、宅見将典。 |                                   |           |           |       |
| #                         | タイトル                          | 作詞      | 作曲      | 時間  |
| 1.                        | 「REAL」                          | シン      | イヴ      | 4:13  |
| 2.                        | 「envision my way」               | シン      | 零乃      | 5:00  |
| 3.                        | 「キミコイ」                      | シン      | イヴ      | 3:51  |
| 4.                        | 「REAL (TVアニメ・ヴァージョン)」 | シン      | イヴ      | 1:32  |
| 5.                        | 「REAL (Instrumental)」           |           | イヴ      | 4:13  |
| 合計時間:                 | 合計時間:                         | 合計時間: | 合計時間: | 18:49 |

### 解説
1. REAL
2. envision my way
3. キミコイ
スペシャルボーナストラック盤にのみ収録されている、1stミニアルバムの収録曲の再録リアレンジバージョン。
4. REAL (TVアニメ・ヴァージョン)
スペシャルボーナストラック盤にのみ収録されている、表題曲のアニメサイズバージョン。
5. REAL (Instrumental)
スペシャルボーナストラック盤にのみ収録されている、表題曲のインストゥルメンタルバージョン。

## 参加ミュージシャン
ViViD
- シン：Vocal
- 零乃：Guitar
- 怜我：Guitar
- イヴ：Bass
- Ko-ki：Drums

## タイアップ
- TBS系列アニメ『機動戦士ガンダムAGE』キオ編オープニングテーマ (#1)
- テレビ東京系列音楽番組『ロック兄弟』2012年5月度エンディングテーマ (#1)
- ドワンゴ『dwango.jp』CMソング (#1)

## 収録アルバム
- INFINITY (#1)
- ViViD THE BEST (#1,2,3)
- TVアニメ『機動戦士ガンダムAGE』オリジナルサウンドトラック Vol.3 (#4)
- 機動戦士ガンダムAGE THE BEST (#1)